# Kia Clarus
Der Kia Clarus (Modellcodes: K9A, GC) war ein PKW-Modell des koreanischen Herstellers Kia Motors. Er basierte auf dem in Korea angebotenen Modell Kia Credos. Mit dem Clarus bot der Konzern in Europa erstmals ein Mittelklassemodell an. Das Modell wurde von Mai 1996 bis November 2001 produziert und danach durch den bereits September 2000 eingeführte Kia Magentis ersetzt.

## Geschichte
Der Kia Clarus wurde im Juli 1996 in Europa eingeführt. Vorbild war der Mazda 626, mit dem er sich technische und Karosseriebauteile teilte. Er unterschied sich nur marginal vom koreanischen Modell Credos. Er war wahlweise mit einem 1,8-Liter-Motor (SLX) mit 116 PS oder einem 2,0-Liter-Motor (GLX) mit einer Leistung von 133 PS erhältlich.
Die erste Generation des Clarus wurde in Europa nur als Stufenhecklimousine produziert. Optisch unterschieden sich die Modelle GLX und SLX durch die Gestaltung des Kühlergrills. Beide Ausstattungsvarianten verfügten serienmäßig über zwei Airbags, elektrische Fensterheber vorne und eine Zentralverriegelung. Die GLX-Ausstattung beinhaltete zusätzlich einen Chromgrill, elektrische Fensterheber hinten, Veloursitze und Nebelscheinwerfer. Ein Antiblockiersystem wurde kurz nach der Markteinführung ebenfalls zusammen mit der Serienausstattung angeboten. Eine Klimaanlage sowie eine Lederausstattung gehörten zu den wenigen Extras.

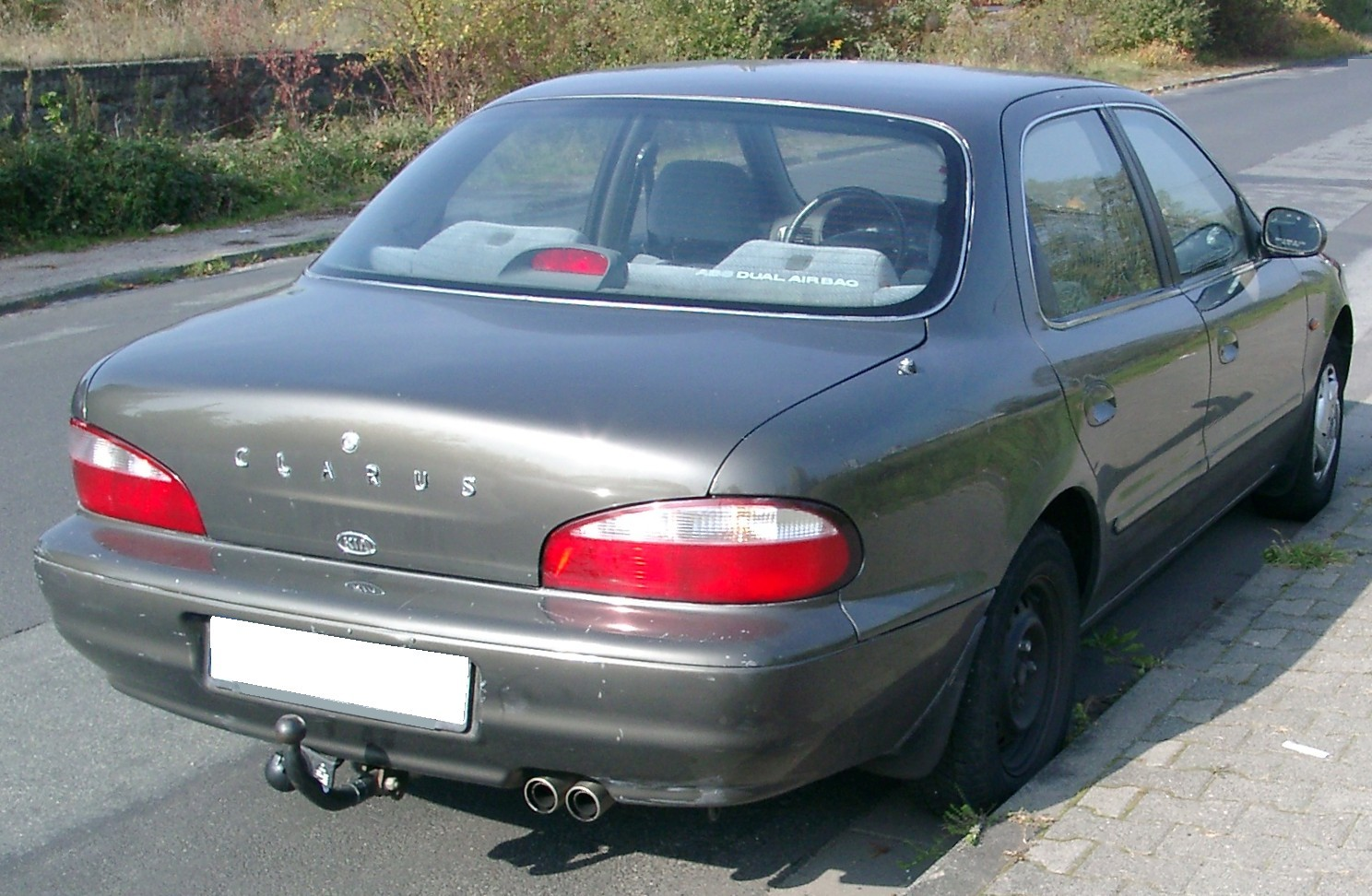
Heckansicht

Der 2,0-Liter-Motor aus dem Mazda 626 GT leistete im Clarus aufgrund strengerer Abgasnormen 7 PS weniger. Die Gestaltung des Innenraums war ebenfalls vom 626 abgeleitet worden. Der 1,8-Liter-Motor war hingegen eine Eigenentwicklung. Der T8D-Motor war der (vermutlich einzige) Motor der T-Serie und kam im Juli 1996 mit dem Clarus auf den Markt. Das D in der Typenbezeichnung stand für  die doppelte, obenliegende Nockenwelle (DOHC), die 8 bezeichnete den Hubraum (1,8).
Der 1,8-Liter-Motor wurde durch einen Zahnriemen angetrieben und war der einzige Freiläufer-Viertaktmotor im damaligen KIA-Programm. Dem Aggregat wurde in Testberichten gute Fahrleistungen, eine etwas raue Laufcharakteristik und ein für damalige Maßstäbe annehmbarer Verbrauch (von knapp 10 Liter) bei nach dem Facelift allerdings unzeitgemäßen Abgaswerten (Euro 2) attestiert.
1999 wurde eine Motorvariante mit Benzindirekteinspritzung vorgestellt, die aufgrund der Insolvenz des Motorherstellers jedoch nicht in Produktion ging. Erst 2010 wurden die ersten GDI-Motoren im Programm von Hyundai auch bei Kia im Serie angeboten.

## Modellpflege
Im Mai 1998 brachte Kia den überarbeiteten Clarus auf den Markt, wobei dessen internes Modellkürzel GC beibehalten wurde.
Die überarbeitete Frontpartie wurde auch für den gleichzeitig in Europa eingeführten Clarus Kombi übernommen. Zusätzlich erhielt das Modell mit 2,0-Liter-Motor eine Traktionskontrolle. Wie beim Vorgänger waren die Modelle hinsichtlich der Motorvarianten und Ausstattungen am Kühlergrill zu unterscheiden.

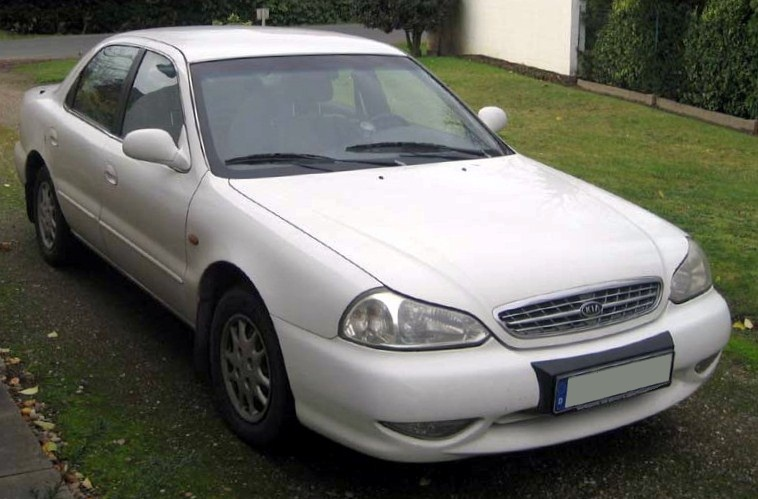
Kia Clarus (1998–2001)
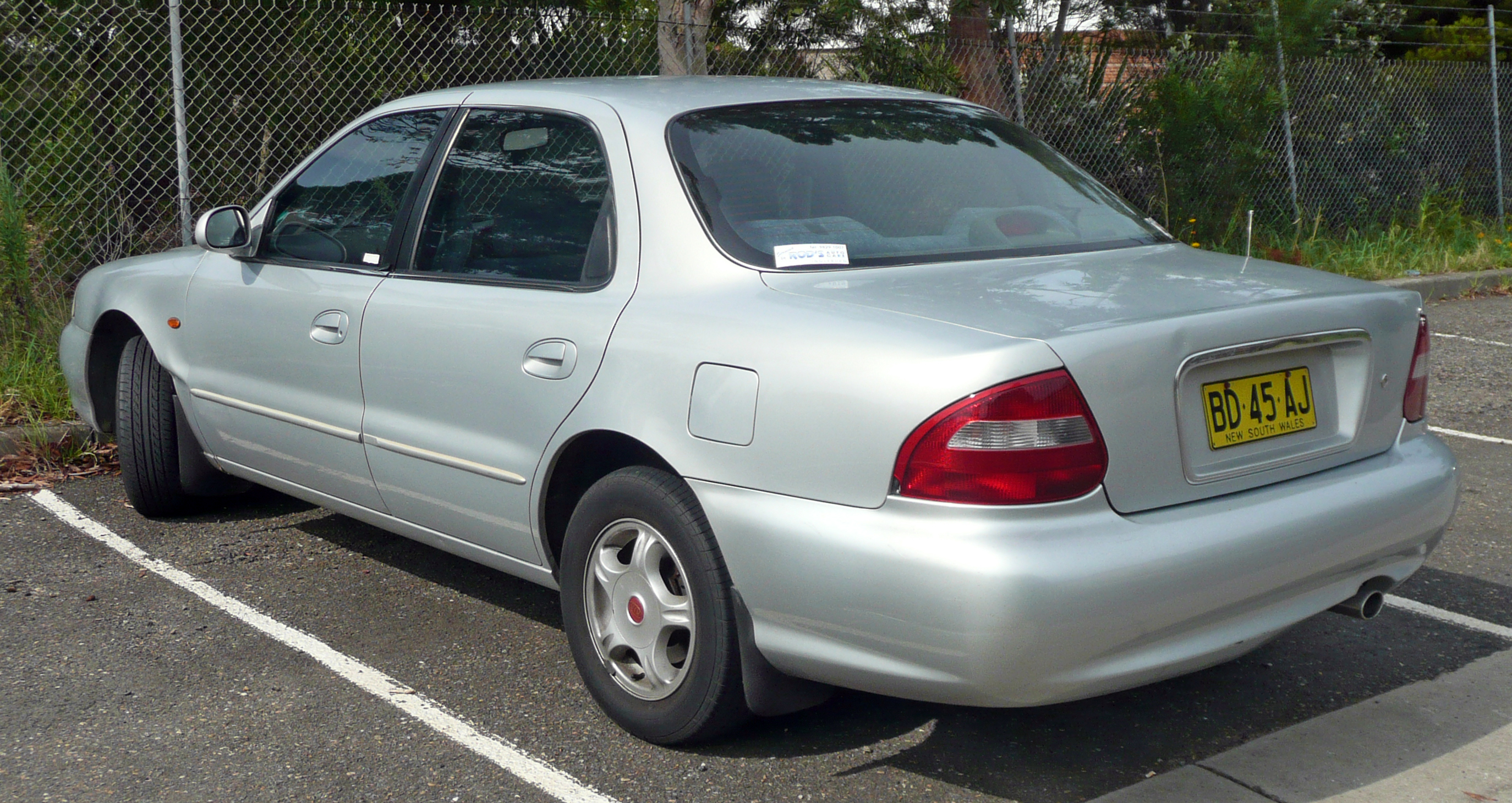
Heckansicht
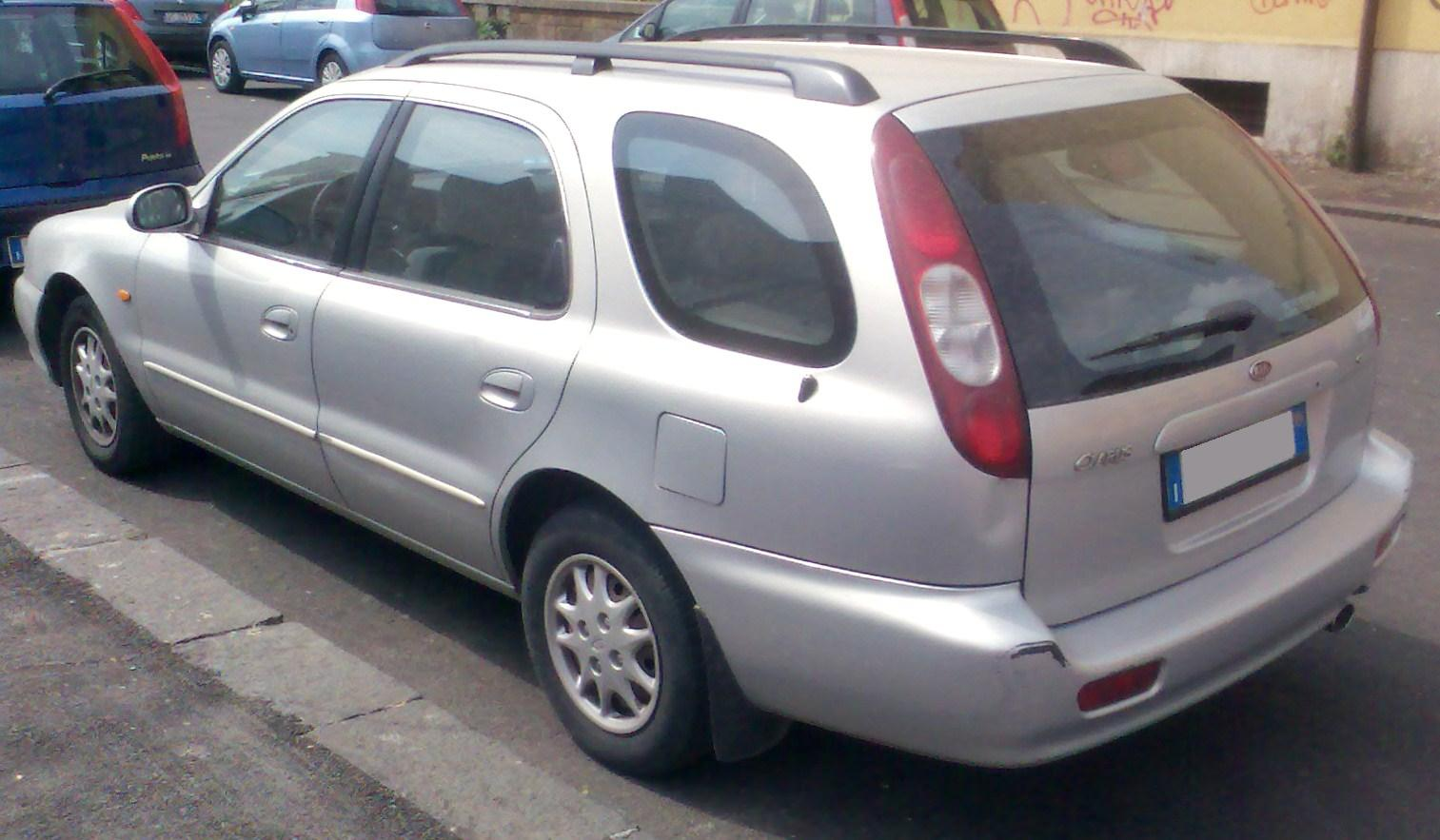
Kia Clarus Kombi (1998–2001)

Auf dem heimischen Markt wurde der Clarus zusätzlich mit einem 2,0-Liter-Sechszylinder angeboten, der 147 PS leistete und ebenfalls von Mazda stammte.

## Technische Daten
|                                                         | 1.8                              | 2.0                              | 2.0 V6 (nur für Korea)       |
| Bauzeitraum                                             | 05.1996–11.2001                  | 05.1996–11.2001                  | 05.1996–11.2001              |
| Motorkenndaten                                          |                                  |                                  |                              |
| Motortyp                                                | R4-Ottomotor                     | R4-Ottomotor                     | V6-Ottomotor                 |
| Anzahl Ventile pro Zylinder                             | 4                                | 4                                | 4                            |
| Ventilsteuerung                                         | DOHC, Zahnriemen                 | DOHC, Zahnriemen                 | DOHC, Zahnriemen             |
| Gemischaufbereitung                                     | Saugrohreinspritzung             | Saugrohreinspritzung             | Saugrohreinspritzung         |
| Motoraufladung                                          | —                                | —                                | —                            |
| Kühlung                                                 | Wasserkühlung                    | Wasserkühlung                    | Wasserkühlung                |
| Motorkennung                                            | T8D                              | FED                              | KF-DE                        |
| Bohrung × Hub                                           | 81,0 × 87,0 mm                   | 86,0 × 86,0 mm                   | 78,0 × 69,6 mm               |
| Hubraum                                                 | 1793 cm³                         | 1998 cm³                         | 1995 cm³                     |
| Verdichtungsverhältnis                                  | 9,5:1                            | 9,5:1                            | 9,5:1                        |
| max. Leistung                                           | 85 kW (116 PS) bei 5750/min      | 98 kW (133 PS) bei 5900/min      | 108 kW (147 PS) bei 6000/min |
| max. Drehmoment                                         | 152 Nm bei 4500/min              | 171 Nm bei 4100/min              | 183 Nm bei 5000/min          |
| Kraftübertragung                                        |                                  |                                  |                              |
| Antrieb                                                 | Vorderradantrieb                 | Vorderradantrieb                 | Vorderradantrieb             |
| Getriebe, serienmäßig                                   | 5-Gang-Schaltgetriebe            | 5-Gang-Schaltgetriebe            | 5-Gang-Schaltgetriebe        |
| Getriebe, optional                                      | 4-Stufen-Automatikgetriebe       | 4-Stufen-Automatikgetriebe       | k. A.                        |
| Messwerte                                               |                                  |                                  |                              |
| Höchstgeschwindigkeit                                   | 185 km/h mit Automatik: 178 km/h | 195 km/h mit Automatik: 180 km/h | k. A.                        |
| Beschleunigung, 0–100 km/h                              | 10,7 s mit Automatik: 13,9 s     | 10,9 s mit Automatik: 13,8 s     | k. A.                        |
| Kraftstoffverbrauch auf 100 km (kombiniert) (Limousine) | 9,3 l N mit Automatik: 10,9 l N  | 9,7 l N mit Automatik: 12,0 l N  | k. A.                        |
| Kraftstoffverbrauch auf 100 km (kombiniert) (Kombi)     | 9,3 l N mit Automatik: 10,9 l N  | 10,3 l N mit Automatik: 11,1 l N | k. A.                        |
| CO2-Emission (kombiniert)                               | 220 g/km mit Automatik: 258 g/km | 244 g/km mit Automatik: 264 g/km | k. A.                        |
| Abgasnorm                                               | Euro 2                           | Euro 2                           | Euro 2                       |